# Noia (pel·lícula)
Noia  (títol original: Girl) és una pel·lícula estatunidenca de 1998, dirigida per Jonathan Kahn protagonitzada per Dominique Swain, Sean Patrick Flanery, Summer Phoenix, Tara Reid, Selma Blair, Channon Roe, Portia de Rossi i Christopher Masterson en els papers principals. Ha estat doblada al català.
Va ser guardonada amb el premi Especial del jurat el 1999, al Florida Film Festival: a la narrativa cinematogràfica (Jonathan Kahn)

## Argument
Andrea Marr (Dominique Swain) és una noia de 18 anys, madura, que aviat ingressarà a la Universitat de Brown. Decideix, no obstant això, abandonar la seva vida protegida i tediosa, i a la seva estudiosa amiga Darcy (Selma Blair), per investigar com és l'ambient del rock and roll local. Coneix a Todd Sparrow (Sean Patrick Flanery), un vocalista, a Cybil (Tara Reid), que també aspira a ser estrella, a Rebecca (Summer Phoenix), una estudiant groupie, i al crític musical, Kevin (Channon Roe).
Andrea s'enamora de Todd, el qual la condueix a un món desconegut per a ella, de drogues, alcohol, sexe i descontrol. Aviat es converteix també en una groupie, i té la seva primera experiència sexual amb Kevin. Però aquest món la decep, i torna a la seva antiga vida.

## Repartiment
- Dominique Swain: Andrea Marr
- Sean Patrick Flanery: Todd Sparrow
- Summer Phoenix: Rebecca Fernhurst
- Tara Reid: Cybil
- Selma Blair: Darcy
- Shannon Roe: Kevin
- Portia de Rossi: Carla Sparrow
- Christopher Masterson: Richard
- Heather McGill: Stunt/Bodi Double